# Viciria miranda
Viciria miranda är en spindelart som beskrevs av George William Peckham och Elizabeth Maria Gifford Peckham 1907. Viciria miranda ingår i släktet Viciria och familjen hoppspindlar. Inga underarter finns listade i Catalogue of Life.